# Philippe Torreton
Philippe Torreton (Rouen, 13 ottobre 1965) è un attore francese.

## Biografia
Nasce da Jacques, ferroviere, e Claudine Lehoc, insegnante e attivista sindacale, cresce e studia nei sobborghi della sua città natale, dove si avvicina allo studio e alla passione per la recitazione. Nel 1987 si diploma al Conservatoire national supérieur d'art dramatique di Parigi, dove tornerà nel ruolo di insegnante nel 2008. Nel 1990 fa il suo esordio alla Comédie-Française, diventandone socio nel 1994.

## Filmografia

### Cinema
- Capitan Conan (Capitaine Conan), regia di Bertrand Tavernier (1990)
- Nuova vita (Une nouvelle vie), regia di Olivier Assayas (1993)
- Ricomincia da oggi (Ça commence aujourd'hui), regia di Bertrand Tavernier (1999)
- L'Équipier, regia di Philippe Lioret (2004)
- Sky Fighters, regia di Gérard Pirès (2005)
- Ulzhan, regia di Volker Schlöndorff (2007)
- Banlieue 13 Ultimatum, regia di Patrick Alessandrin (2009)
- Rebellion - Un atto di guerra (L'ordre et la morale), regia di Mathieu Kassovitz (2011)
- Mood Indigo - La schiuma dei giorni (L'Écume des jours), regia di Michel Gondry (2011)
- Présumé Coupable, regia di Vincent Garenq (2011)
- Tre giorni e una vita (Trois jours et une vie), regia di Nicolas Boukhrief (2019)
- Simone, le voyage du siècle, regia di Olivier Dahan (2021)

### Televisione
- La maledizione dei Templari (Les rois maudits), regia di Josée Dayan (2005)
- La regina e il cardinale (La Reine et le Cardinal), regia di Marc Rivière (2009)
- Mystery in Paris (Mystère à Paris), (2011 - in produzione)

## Doppiatori italiani
- Roberto Pedicini in Capitan Conan
- Massimo Rossi in Sky Fighters
- Luca Ward in La maledizione dei Templari
- Paolo Marchese in Banlieue 13 Ultimatum
- Francesco Pannofino in La regina e il cardinale
- Antonio Sanna in Mood Indigo - La schiuma dei giorni
- Massimiliano Lotti in Mystery in Paris
- Stefano Mondini in Tre giorni e una vita

## Premi e riconoscimenti

### Premio César
- 1997 - Candidato a migliore promessa maschile per Capitan Conan (Capitaine Conan)
- 1997 - Migliore attore per Capitan Conan (Capitaine Conan)
- 2000 - Candidato a migliore attore per Ricomincia da oggi (Ça commence aujourd'hui)
- 2005 - Candidato a migliore attore per L'Équipier
- 2012 - Candidato a migliore attore per Présumé Coupable

### European Film Awards
- 1997 - Candidato a migliore attore per Capitan Conan (Capitaine Conan)
- 1999 - Candidato a migliore attore per Ricomincia da oggi (Ça commence aujourd'hui)

### Premio Lumière
- 2000 - Migliore attore per Ricomincia da oggi (Ça commence aujourd'hui)

### Festival du film de Cabourg
- 1997 - Swann d'oro al miglior attore per Capitan Conan (Capitaine Conan)